# Pastel de feijão
El pastel de feijão («pastel de frijoles» en español) es un dulce típico de Portugal, producido en la ciudad Torres Vedras desde finales del siglo xix. A pesar de que la receta varía un poco según el fabricante, tiene como principales ingredientes las almendras y los frijoles blancos cocidos.

## Historia
El origen del dulce es conventual, y se dice que Joaquina Rodrigues, una habitante de Torres Vedras, comenzó a preparar este dulce para sus amigos cercanos a finales del siglo xix. La receta se fue pasando entre familiares y conocidos, como Maria Adelaide Rodrigues da Silva (Mazinha), que fue la primera persona que comercializó el dulce. El esposo de Mazinha, Álvaro de Fontes Simões, explotó la producción del dulce, por lo que rápidamente se convirtió en un éxito, no sólo dentro de su villa sino también más allá de las fronteras. Ya para este entonces se hacían varias docenas de dulces al día.
A mediados del siglo xx se abrieron dos fábricas, llamadas Coroa y Brazão, a manos de Virgílio Simões y Virgília Simões, respectivamente (ambos hijos de Álvaro Simões). Se redujo considerablemente el tiempo de producción del dulce gracias a la introducción de máquinas para moler las almendras y hornos eléctricos.
En la actualidad existen varias fábricas que producen el pastel de feijão, dulce ahora típico de la ciudad de Torres Vedras. Hay aproximadamente 30 fabricantes que tienen la intención de ponerle el sello de Indicación geográfica protegida (IGP) al producto.